# NeuroSearch
NeuroSearch A/S (NASDAQ OMX: NEUR) er et dansk biofarmaceutisk selskab noteret på NASDAQ OMX Copenhagen A/S.
Efter en  række fejlslagne forsøg med forskellige lægemidler blev selskabet opløst i 2018.